# ハヤミズ家具センター
ハヤミズ家具センター（ハヤミズかぐセンター）は、かつて東京都台東区下谷2丁目7-2に本社を置いた家具専門店である。株式会社速水家具卸センター。

## 歴史
1933年に速水健司（1905 - 1990）が創業し、昭和40年代後半にテレビCMで店舗を拡大した。
平成年代も「NNNニュースプラス1」などの番組間でCMを放送した。店舗は千葉県千葉市や栃木県宇都宮市などに存在した。
1998年6月30日に負債47億円で自己破産した。宇都宮市に廃墟が残る。